# Молодёжная сборная Германии по хоккею с шайбой
Молодёжная сборная Германии по хоккею — команда, представляющая Германию на молодёжных международных турнирах, организованных Международной Федерацией хоккея, включая молодёжные чемпионаты мира. Управляется Федерацией хоккея Германии. Главный тренер — Тобиас Абштрайтер.
Свой первый матч команда провела на молодёжном чемпионате мира 1977 года против сборной США.

## Выступления на чемпионатах мира
| Чемпионат | Место проведения                                | место                                |
| --------- | ----------------------------------------------- | ------------------------------------ |
| МЧМ 1977  | Чехословакия (Банска-Бистрица, Зволен)          | 6 место                              |
| МЧМ 1978  | Канада (Монреаль, Квебек)                       | 7 место                              |
| МЧМ 1979  | Швеция (Карлстад)                               | 7 место                              |
| МЧМ 1980  | Финляндия (Хельсинки, Вантаа)                   | 6 место                              |
| МЧМ 1981  | ФРГ (Фюссен, Аугсбург, Ландсберг-на-Лехе)       | 5 место                              |
| МЧМ 1982  | США (Миннеаполис, Рочестер) и Канада (Виннипег) | 7 место                              |
| МЧМ 1983  | СССР (Ленинград)                                | 7 место                              |
| МЧМ 1984  | Швеция (Норрчёпинг)                             | 7 место                              |
| МЧМ 1985  | Финляндия (Хельсинки, Турку, Вантаа, Эспоо)     | 7 место                              |
| МЧМ 1986  | Канада (Гамильтон)                              | 8 место                              |
| МЧМ 1987  | Франция (Руан)                                  | 1 место в 1-м дивизионе (9 в целом)  |
| МЧМ 1988  | СССР (Москва)                                   | 7 место                              |
| МЧМ 1989  | США (Анкоридж)                                  | 8 место                              |
| МЧМ 1990  | ФРГ (Бад-Тёльц)                                 | 2 место в 1-м дивизионе (10 в целом) |
| МЧМ 1991  | Польша (Тыхы)                                   | 1 место в 1-м дивизионе (9 в целом)  |
| МЧМ 1992  | Германия (Фюссен, Кауфбойрен)                   | 7 место                              |
| МЧМ 1993  | Швеция (Евле, Фалун, Уппсала)                   | 7 место                              |
| МЧМ 1994  | Чехия (Острава, Фридек-Мистек)                  | 7 место                              |
| МЧМ 1995  | Канада (Ред-Дир, Калгари, Эдмонтон)             | 7 место                              |
| МЧМ 1996  | США (Бостон, Амхерст, Мальборо)                 | 8 место                              |
| МЧМ 1997  | Швейцария (Женева, Морж)                        | 9 место                              |
| МЧМ 1998  | Финляндия (Хельсинки, Хямеэнлинна)              | 10 место                             |
| МЧМ 1999  | Венгрия (Секешфехервар, Дунауйварош)            | 4 место в 1-м дивизионе (14 в целом) |
| МЧМ 2000  | Белоруссия (Минск)                              | 2 место в 1-м дивизионе (12 в целом) |
| МЧМ 2001  | Германия (Ландсберг-ам-Лех, Фюссен)             | 2 место в 1-м дивизионе (12 в целом) |
| МЧМ 2002  | Австрия (Капфенберг, Цельтвег)                  | 1 место в 1-м дивизионе (11 в целом) |
| МЧМ 2003  | Канада (Галифакс, Сидни)                        | 9 место                              |
| МЧМ 2004  | Германия (Берлин)                               | 2 место в 1-м дивизионе (12 в целом) |
| МЧМ 2005  | США (Гранд-Форкс, Тиф-Ривер-Фолс)               | 9 место                              |
| МЧМ 2006  | Словения (Блед)                                 | 1 место в 1-м дивизионе (11 в целом) |
| МЧМ 2007  | Швеция (Мура, Лександ)                          | 9 место                              |
| МЧМ 2008  | Германия (Бад-Тёльц)                            | 1 место в 1-м дивизионе (11 в целом) |
| МЧМ 2009  | Канада (Оттава)                                 | 9 место                              |
| МЧМ 2010  | Франция (Межев, Сен-Жерве-ле-Бен)               | 1 место в 1-м дивизионе (11 в целом) |
| МЧМ 2011  | США (Буффало)                                   | 10 место                             |
| МЧМ 2012  | Германия (Гармиш-Партенкирхен)                  | 1 место в 1-м дивизионе (11 в целом) |
| МЧМ 2013  | Россия (Уфа)                                    | 9 место                              |
| МЧМ 2014  | Швеция (Мальмё)                                 | 9 место                              |
| МЧМ 2015  | Канада (Торонто, Монреаль)                      | 10 место                             |
| МЧМ 2016  | Австрия (Вена)                                  | 5 место в 1-м дивизионе (15 в целом) |
| МЧМ 2017  | Германия (Бремерхафен)                          | 2 место в 1-м дивизионе (12 в целом) |
| МЧМ 2018  | Франция (Куршевель, Мерибель)                   | 3 место в 1-м дивизионе (13 в целом) |
| МЧМ 2019  | Германия (Фюссен)                               | 1 место в 1-м дивизионе (11 в целом) |
| МЧМ 2020  | Чехия (Острава, Тршинец)                        | 9 место                              |
| МЧМ 2021  | Канада (Эдмонтон)                               | 6 место                              |
| МЧМ 2022  | Канада (Эдмонтон, Ред-Дир)                      | 6 место                              |
| МЧМ 2023  | Канада (Галифакс, Монктон)                      | 8 место                              |

## История
Из 44-х чемпионатов мира молодёжная сборная Германии 27 раз участвовала в элитном розыгрыше, в остальных случаясь ограничиваясь участием в первом дивизионе. Наивысшим достижением команды стало 5 место в 1981 году, где нападающий Дитер Хеген стал лучшим бомбардиром, набрав 11 очков.
В 1977 и 1980 годах молодёжная сборная Германии занимала шестое место, но после этого на чемпионатах мира не поднималась выше седьмого и девять раз покидала элитный дивизион. После очередного вылета в 2015 году, команде пришлось провести в первом дивизионе четыре года (также как и в 1999-2002), прежде чем вернуться в элиту. Однако в последние годы немецкие команды добились определенного прогресса в хоккее, чему способствовали развернутые концепции и программы развития, такие как «Powerplay 26» и «Wir sind Eishockey».

## Чемпионат мира 2020
Спустя четыре года сборная Германии в 2020 году снова вернулась в мировую хоккейную элиту, попав в одну группу B с Россией, Канадой и США, которую известный чешский вратарь Петр Бржиза окрестил «группой смерти». Руководство командой доверили 49-летнему Тобиасу Абштрайтеру, который долгое время работал в системе молодежного хоккея в Германии, и хорошо знает большинство игроков.
Главными звёздами сборной, по словам Бржиза, является тройка Бокка, Морица и Штюцле, которые «привносят творчество в эту бледную банду. В частности, они будут руководить нападением и лидерами среди бомбардиров команды». 17-летнего Тима Штюцле многие эксперты уже нарекли новым Леоном Драйзайтлем. Доминик Бокк ещё в 2018 в первом раунде драфта мог стать игроком Сент-Луис Блюз, благодаря отличному владению клюшкой и способности выхода один на один и высокому проценту реализации. В прошлогоднем турнире первого дивизиона он стал лучшим бомбардиром. Там же Мориц Зайдер получил звание лучшего защитника, после чего перебрался в Детройт Ред Уингз, а также попал в состав взрослой сборной на Чемпионат мира в Словакии.
На самом турнире команде, никогда не проявлявшую себя как аутсайдер, удалось обыграть сборную Чехии, играть на равных с США и Канадой. Перед последней встречей в групповом раунде с Россией, главный тренер Абштрайтер, в отличие от игроков, был осторожен в прогнозах: «Она способна победить любого, но команда должна быть стабильной для этого. А она уже дважды проиграла. Мы будем выкладываться все 60 минут так сильно, как можем, и дадим России хороший бой». Но встреча завершилась поражением со счётом 1:6, а команда заняла последнюю строчку в группе B. В утешительном раунде, Германия дважды обыграв сборную Казахстана, сохранила право на выступление в элитном раунде в следующем году.

## Чемпионат мира 2021
Молодёжная сборная Германии, как и в прошлом году, выступила на молодёжном первенстве мира. Немцы попали в одну группу с Канадой, Финляндией, Словакией и Швейцарией. В первом матче, они как и предполагалось уступили финнам (3:5), затем разгромно проиграли "кленовым листьям", матч завершился со счётом 2:16, но в следующем матче вырвали победу в овертайме со словаками. Последний матч против Швейцарии, был борьбой за плей-офф. В случае поражения Германии, Швейцария выходила в четвертьфинал. Но уже к 35-й минуте игры, команда из Германии вела со счётом 4:0. Сборная "белого креста" чуть было не отыгралась, но немцы всё-равно взяли верх (5:4).
Таким образом, немцы впервые в истории молодёжных чемпионатов мира вышли в четвертьфинал.

На первой стадии, команда уступила сборной России с минимальным счётом (1:2) и закончила своё выступление на турнире, заняв в итоге 6-е место.
1. ↑  Хоккейный архив. Дата обращения: 7 июня 2020. Архивировано 7 июня 2020 года.
2. 1 2 3 4 5  Introducing Germany. Дата обращения: 16 июня 2020. Архивировано 16 июня 2020 года.
3. ↑  DEB UND DEL MACHEN KOOPERATION BIS 2026 FIX
4. ↑  POSITIVE ENTWICKLUNG IM EISHOCKEY-NACHWUCHS SETZT SICH FORT
5. ↑  NACH U20-WM: MIT „POWERPLAY 26“ ZURÜCK IN DIE SPITZE. Дата обращения: 16 июня 2020. Архивировано 31 октября 2020 года.
6. ↑  «Германия может победить Россию». Немцы мечтают об исторической сенсации. Дата обращения: 16 июня 2020. Архивировано 3 января 2020 года.